# CGTN 유럽
CGTN 유럽(CGTN Europe, 중국어: 中国环球电视网欧洲分台)은 중국국제텔레비전의 텔레비전 채널 중 하나이다.